# Nati nel 1345
| Questa pagina contiene informazioni ricavate automaticamente dalle voci biografiche con l'ausilio del template Bio e di un bot. L'aggiornamento è periodico e automatico e ricostruisce completamente la pagina. Se manca una persona in questa lista, sei pregato di non aggiungerla, ma accertati piuttosto che la sua voce biografica contenga il template Bio e che i dati anagrafici siano correttamente compilati. Se il template Bio manca, inseriscilo tu stesso o, in alternativa, metti l'avviso {{tmp\|Bio}} che ne segnala la mancanza. Se i dati riportati sono sbagliati, correggi direttamente la voce biografica; le modifiche saranno visibili in questa lista entro pochi giorni. Per chiarimenti vedi il progetto biografie. La lista contiene solo le 15 persone che sono citate nell'enciclopedia e per le quali è stato implementato correttamente il template Bio. Pagina aggiornata al 10 mag 2025. |

- 8 gennaio - Kadi Burhan al-Din, turco
- 25 marzo - Bianca di Lancaster, nobile inglese († 1369)
- 31 ottobre - Ferdinando I del Portogallo, re portoghese († 1383)
- Vuk Branković, nobile serbo († 1397)
- Carlo III di Napoli, sovrano († 1386)
- Cristoforo Castiglione, giurista italiano († 1425)
- Paolo di Giovanni Fei, pittore italiano († 1411)
- Magnus I di Meclemburgo-Schwerin, duca tedesco († 1384)
- Domingo Ram y Lanaja, cardinale, arcivescovo cattolico e politico spagnolo († 1445)
- Pietro Spaur, nobile austriaco († 1424)
- Teodorico di Nieheim, storico tedesco († 1418)
- Vuk di Bosnia
- Ugolino da Montecatini, medico e idrologo italiano († 1425)
- Maud de Ufford, nobildonna inglese († 1413)
- Agnese di Durazzo, nobildonna italiana